# Pinacia albistella
Pinacia albistella är en fjärilsart som beskrevs av Walker 1865. Pinacia albistella ingår i släktet Pinacia och familjen nattflyn. Inga underarter finns listade i Catalogue of Life.